# Apogonia tuberculifrons
Apogonia tuberculifrons är en skalbaggsart som beskrevs av Moser 1926. Apogonia tuberculifrons ingår i släktet Apogonia och familjen Melolonthidae. Inga underarter finns listade i Catalogue of Life.